# 兎のダンス
「兎のダンス」（うさぎのダンス）は、日本の童謡。1924年（大正13年）に雑誌『コドモノクニ5月号』で発表された。作詞は野口雨情、作曲は中山晋平。
亀田製菓が設立40周年記念文化事業として選んだ「日本の歌百選」（2000年）に選出された。
作詞の野口雨情が1945年没、作曲の中山晋平が1952年没なので著作権の保護期間が満了し、歌詞も楽曲もパブリックドメインとなっている。

## 歌詞

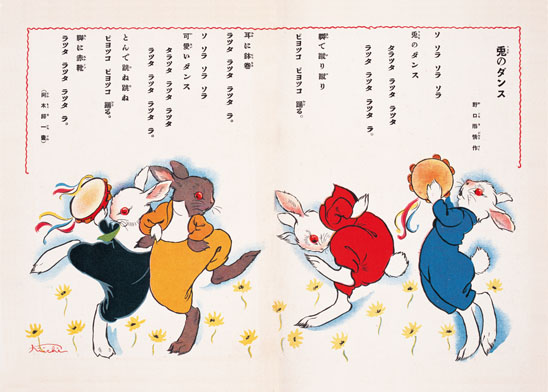
『コドモノクニ』に掲載された「兎のダンス」（岡本帰一絵）

作詞は野口雨情。野口は餅が好物で、焼いた餅が膨らんだり、それがはじけたりする様子を見て、ウサギがダンスをしている姿をイメージし、歌詞を作ったという。歌詞のひとかたまりは、7音で統一している。
1番
ソソラ　ソラ　ソラ　兎のダンス
タラッタ　ラッタ　ラッタ
ラッタ　ラッタ　ラッタ　ラ
脚で　蹴り蹴り
ピョッコ　ピョッコ　踊る
耳に鉢巻　ラッタ　ラッタ　ラッタ　ラ
2番
ソソラ　ソラ　ソラ　可愛いダンス
タラッタ　ラッタ　ラッタ
ラッタ　ラッタ　ラッタ　ラ
とんで　跳ね跳ね
ピョッコ　ピョッコ　踊る
脚に赤靴　ラッタ　ラッタ　ラッタ　ラ
各番の前半部は「ソソラ　ソラ　ソラ」、「タラッタ　ラッタ　ラッタ」など、意味のある言葉というよりは、楽曲のリズム感に合わせて当てたような言葉が採用されている。後半部は、どのような姿のウサギがどのように踊っているかを平明な言葉で表現している。2番にある「可愛い」は、童謡ではよく使用される単語であり、作詞家の大人心・親心を反映させたものと考えられる。

## 楽曲
作曲は中山晋平。ハ長調、4分の2拍子で、テンポは=88。中山は「はずみをつけて極めて軽快に」という指示を付しており、思わずスキップしたくなるような明るくコミカルな楽曲になっている。
曲は終始同じリズムで、子供向けの楽曲に多いピョンコ節を使っている。最初に8分休符が入っており、歌い出しで失敗すると斉唱時にリズムが乱れてしまうため、幼児にはやや難しい曲である。歌唱指導では、8分休符を「ウン」と表現し、「せーの」の掛け声の後に「ウン」が入ることを子供たちに意識させると良い。音域の面では、低音から入り順々に上がっていくことから、比較的歌いやすい。

## 利用
1929年（昭和4年）に平井英子の歌唱でビクターからレコードが発売されて以降、流行した。日本音楽著作権協会（JASRAC）のデータベースには、2024年5月現在、アグネス・チャン、菊池正美、宗次郎ら23の個人・団体がアーティスト登録されている。上記以外の利用例は以下のとおり。
- 軽快な楽曲で、学芸会では歌と踊りを組み合わせた出し物としてよく利用された[3]。
- 落語家では、林家うさぎ[10]や三遊亭右左喜[11]が出囃子として利用している[10][11]。
- 2019年公開のアニメ映画「映画ドラえもん のび太の月面探査記」では、服部隆之が編曲したディスコMixバージョンの当曲が使用された[12]。
- ももいろクローバーZは「ももくろちゃんZ」としてこの曲を歌唱しており、2023年（令和5年）の卯年に合わせてメンバーがウサギに扮してダンスをする動画をYouTubeで公開した[13]。

また、中山晋平の故郷に建つ中野市市民会館は、リノベーションに際して愛称を募集し、兎のダンスの歌い出しにちなんで市民が考案した「ソソラホール」を愛称とすることが2022年（令和4年）に決定された。